# Pardosa completa
Pardosa completa este o specie de păianjeni din genul Pardosa, familia Lycosidae. A fost descrisă pentru prima dată de Roewer, 1959.
Este endemică în Mozambic. Conform Catalogue of Life specia Pardosa completa nu are subspecii cunoscute.